# Microregiunea Siklós
Microregiunea Siklós (în maghiară Siklósi kistérség) a fost o microregiune statistică (kistérség) din județul Baranya, Ungaria.
Cu o populație de 36.257 locuitori și o suprafață de 652,99 km2, aceasta a existat până în 2014, când în Ungaria, microregiunile ”kistérségek” au fost înlocuite de districte (járások).